# Jaroslava Muchová
Jaroslava Muchová Syllabová Teršová (15. března 1909 New York, USA – 9. listopadu 1986 Praha, Československo) byla česká malířka, dcera malíře Alfonse Muchy a jeho manželky Marie Chytilové, sestra spisovatele a překladatele Jiřího Muchy.

## Biografie
Narodila se během pobytu svých rodičů ve Spojených státech amerických, kde se její otec snažil získat finanční podporu pro projekt Slovanská epopej.
Jako malé dítě studovala balet, ale nakonec se vydala ve stopách svého otce – pomáhala mu při tvorbě Slovanské epopeje mícháním barev a při přenosu výsledků studií jednotlivých detailů obrazů na velká plátna. Svou dceru Mucha zpodobnil i na plátnech epopeje. Na vstupním obraze Slované v pravlasti jí dokonce připadla důležitější úloha, totiž namalovat hvězdné nebe mezi tureckou knutou a gótským mečem. Po druhé světové válce se podílela na restaurování obrazů Epopeje.
Podobu své dcery Alfons Mucha zpodobnil na rubu desetikoruny první emise československých bankovek z roku 1919 a později se objevila i na padesátikorunové bankovce (1931).